# 愛はさだめ、さだめは死 (TRPGリプレイ)
『愛はさだめ、さだめは死』（あいはさだめ、さだめはし）はテーブルトークRPG(TRPG)『ナイトウィザード The 2nd Edition』のリプレイ作品。2008年3月にエンターブレインのファミ通文庫から出版された。
第一話「愛はさだめ、さだめは死」と第二話「禁断の封印」から構成される。本記事では「禁断の封印」についても合わせて記述する。以下の記述で「第一話」は「愛はさだめ、さだめは死」、「第二話」は「禁断の封印」を指すものとする。またリプレイ題については『』括りは書名、「」括りはリプレイそのものの題を示す。
リプレイの執筆はゲームマスターでもある田中天が担当。イラスト担当はみかきみかこ。

## 概要
2007年8月にリリースされた『ナイトウィザード The 2nd Edition』（以下『2nd』）の初の文庫リプレイ作品である。
当初『2nd』初のリプレイとして2007年12月に発売される予定だったが、諸事情により2008年3月にずれ込んでいる。なお発売に先立ち、第1話の冒頭部が『ゲーマーズ・フィールド』12th Season Vol.1に掲載されている。
タイトルはジェイムズ・ティプトリー・Jr.の短編SF小説『愛はさだめ、さだめは死』（早川書房刊）に由来しており、著者の田中天はまえがきでティプトリーに献辞を捧げ、あとがきでも魔王モッガディートのモデルが『愛はさだめ、さだめは死』の主人公である”黒の”モッガディートであることを明かしている。
本書のあとがきではゲイリー・ガイギャックスへの追悼も記されている。

## あらすじ
その日、「夜闇の魔法使い」の一人、夜見トオルは、恐るべき魔王の前に命を落とした。
しかし、死の間際に響いた声により、彼は現世へと戻って来た。その時、彼の全ては奪われていた。
友も、家族も、故郷も、己の存在ですら。
己自身を取り戻すべく戦い始めるトオルだが、彼はまだ知らなかった。
その裏には、世界の破滅の危機……そして、ひとつの叶わぬ愛があったことを。

## 登場人物

### プレイヤーキャラクター
プレイヤーによって操作するキャラクター。PC。名前の横にカッコで記述されているのはプレイヤー名である。
属性についてはスラッシュをはさんで左側が第一属性、右側が第二属性となる。なお、PC全員は基本ルールブック収録のサンプルキャラクターを用いたいわゆる「クイックスタート」で作成されている。
夜見トオル（よみ とおる、田中信二）
ウィザードクラス：落とし子
スタイルクラス：アタッカー
PC番号：PC1
属性：〈虚〉 / 〈火〉
かつて魔王モッガディートと戦い、敗北して命を落としたウィザードの少年。友達以上恋人未満（GM曰く「青春ディスタンス」）の幼馴染、朱野ユリと再会するためにある侵魔との契約によって復活を果たした。だが、死亡している間に1年の年月が流れており、自身の得た身体はモッガディートのものとなっていた上に、ユリの側には自身本来の身体を器としたモッガディートが「夜見トオル」として存在していた。なお、モッガディートの器としての「夜見トオル」が登場する場合、基本的にGMがプレイしている。
モッガディートの身体になっているため、最初は他人に本物の夜見トオルであることを信じてもらえなかったものの、その行動から徐々に元の彼を知る人々に理解されるようになっていく。
ウィザードとしての二つ名は「ナイトウォッチ」（「夜見」を英語に変換）で、モッガディートの姿で輝明学園に転校してきたときは「ジョン・ナイトウォッチ」と名乗った。侵魔との契約の証として（本人曰く「クール＆スタイリッシュな」）マントを身に着けており、これはいかなる時でも外せないらしい（元の身体に戻った後も常にそのままだが、第2話エピローグでは外れている）。
第一話ラストで本来の身体を取り戻し、以降は戦闘時に限りモッガディートの姿に変化する。
なお、落とし子になる前のクラスはまったく不明。武器はウィッチブレードだが、侵魔の影響で禍々しいデザインに変化している。「侵魔と契約してその力を得た」という点では紛れもない「落とし子」であるが、トオルの振るう侵魔の力は正確には肉体となっているモッガディートの持っているものであり、契約相手のモーレ＝アモーレから与えられる力ではない。
第1話に先立ち、GMは『スポーン』を意識してPC1のハンドアウトを作成した。その上で、PC1はシナリオ上難しい立場にあるとして、プリプレイで、数多くのリプレイでPC1を務めてきた田中信二を指名したという経緯がある。
鳳来寺麒麟（ほうらいじ きりん、細野君郎）
ウィザードクラス：陰陽師
スタイルクラス：ヒーラー
PC番号：PC2
属性：〈冥〉 / 〈天〉
輝明学園秋葉原校高等部に通う高校2年生の少女。感情豊かだが人付き合いが苦手なため、あまり他人とは関わらないようにしている。天文部所属。
幼い頃に母親を侵魔に殺され、ウィザードだった父親が復讐のために姿を消し、その原因を探るうちにビッグ・ザ・陳老師にウィザードの資質を見出された。その陳老師の修行により、式神「ナタ太子」を使いこなす陰陽師として成長した。ナタ太子は挿絵ではマスコットサイズなのだが、第2話での成長の際に巨大化し、2メートル近い兵馬俑のようになってしまっている。
ユリとは親友同士で、トオルとはかつて「神田川攻防戦」を共に戦った戦友。かつての戦友であるトオルに想いを寄せているが、ユリへの遠慮もあってか、それを態度に出す事はほとんどない。また、葵には学校で世話になっているらしい。
実は、冥魔「喰らい尽くすモノ」の封印のひとつ「疾風の剣」が体内に封じられている。戦闘においてはパーティの支援を担当し、1話・2話ともトオルの危地を救っている。
のちに出版された小説「冥き迷宮のバーレスク」巻末にナタ太子共々登場し、亜門光明の店に買い物に来ている様子が描かれている。
子ノ日葵 / ゲシュペンスト（ねのひ あおい / げしゅぺんすと、菊池たけし）
ウィザードクラス：転生者
スタイルクラス：キャスター
PC番号：PC3
属性：〈地〉 / 〈冥〉
【子ノ日葵】
輝明学園秋葉原校高等部に通う高校3年生の少女。赤羽くれはや柊蓮司、志宝エリスが卒業した後の天文部に所属し、相変わらず廃部寸前の天文部を存続させるためにかけまわっているイノセント。だが、突如天空から飛来した精神生命体ゲシュペンストに寄生され、その日常を静かに、しかし盛大に壊されてしまう。なお、葵本人が登場する場合、基本的にGMがプレイしている。
第2話エピローグでゲシュペンストが離れた後、ウィザードとして覚醒しつつある事が明かされている。「マリオネットの方程式」ではウィザードとして活動していることが明かされたが、登場時にはまたしてもゲシュペンストに乗っ取られていた。
公式NPCである子ノ日はるかの従姉妹である。
【ゲシュペンスト】
遥かな古代、「喰らい尽くすモノ」を封じたウィザードの一人。封印を監視するうちに病に倒れたが、"秘密侯爵"リオン＝グンタと契約を結び、精神を永らえさせる方法を得た(その意味では「落とし子」とも言える)。第2話で「喰らい尽くすモノ」の封印のひとつ「大地の護符」の封印の監視に現れた……と本人は思っていたが、実は転生を繰り返すことで記憶が劣化しており、第2話でアポロンから、実際の使命は子ノ日葵の中に眠るもう一つの封印「水の聖杯」の監視である事を知らされる。任務遂行のためには強硬手段も厭わない強引かつ不遜な性格。ウィザードとしての師はTIS。
その性格や、転生の経緯にリオンが絡んでいるという出自から、セッション中はGMや他のPCからエミュレイター呼ばわりされていた（ある登場シーンに至ってはなぜか紅い月が昇っていた事がある）。挿絵を見る限り、葵本人は眼鏡をかけているが、ゲシュペンストが表に出ている時は外している。
なお、菊池たけしは後のリプレイ『聖なる夜に小さな願いを』でゲシュペンストを再登場させる予定だったとファンブック『オペレーション・ケイオス』に記している。
その後、「マリオネットの方程式」にてゲスト出演している。ちなみにこの時も葵に乗り移っていた。
橘輪之助（たちばな りんのすけ、矢野俊策）
ウィザードクラス：魔物使い
スタイルクラス：ディフェンダー
PC番号：PC4
属性：〈地〉 / 〈火〉
謎の生物と融合して魔物使いの力を得た19歳の少年。トオル達の先輩。美形なのだが、もはや手遅れと言われるほどのバカ。その割に人を見る目はあるらしく、真っ先にトオルを信用したのも彼。またその分野性の勘が働くのか、戦闘ではかなり的確に行動する。正義感の強い性格で、普段は変身ヒーロー・リンカイザーとしてエミュレイターと戦っている。しかし、戦闘能力を防御力に特化させた代償として攻撃力が悲しいほどに低くなっているため、ワークスは「勝てないヒーロー」。その攻撃力の低さは、通常の冥魔1体を倒すために数時間の持久戦に持ち込まねばならないほど。トレーニングでも鍛えるのは防御力のみ。しかし、特化した防御力は歴代のPCでも有数のものであり、ボスの攻撃すら完全に防ぎきる。
パトロール用にバイクを持っているが、これはバイクでありながら定員10人、さらに宇宙も飛べるというとんでもない代物。ちなみに得意技は関節技の数々。だが、第1話のラストでは見事にボスへのトドメを見舞うなど活躍も多い。
モッガディート、モーレ＝アモーレなど、多くの魔王と戦った経験がある（エピローグの挿絵ではベール＝ゼファーと戦っていることが示唆されている）。

### ノンプレイヤーキャラクター
GMが操作するキャラクター。NPC。

#### イノセント
朱野ユリ（あけの ゆり）
夜見トオルの幼馴染にして、全編通してのヒロイン。その体内に「喰らい尽くすモノ」の封印のひとつ「大地の護符」とそれを抑えるための膨大なプラーナを有しており、そのために冥魔や裏界の魔王に付けねらわれることになる。
第二話ではある事情から「フルアーマーユリ」と自称するなど、第一話に比べてかなりはっちゃけた姿を見せる。

#### 裏界の魔王
モッガディート
かつてトオルと死闘を繰り広げた魔王。設定クラスは大いなる者/キャスター。自身の身体の損傷が激しかったため、トオルの身体を仮の器として「夜見トオル」として現世に帰還、潜伏していた。
「夜見トオル」として暮らすうちにユリを心から愛するようになり、人間に憧れるようになる。しかし、エミュレイターは人間からプラーナを吸収する能力を持つため、どんなに抑えていても突発的な接触からユリのプラーナを吸収してしまい、結果として大地の護符の封印が解けかける事態となった。それに責任を感じたこと、輪之助の自分にたった1人で勝負に挑んででもユリを救おうとする姿を見たこと、そしてトオルがモッガディートの姿のままでユリに「夜見トオル」であることを認めさせたことから、自分の敗北を認め、ユリに封じられた喰らい尽くすモノの4分の1を自らの身に移すことでユリを救おうとする。
トオルとは当初は険悪な関係だったが、途中からある種の友情めいた関係となる。トオル曰く「人とこの世界を愛したお人好しの魔王」。
名前の由来は上述の通り「愛はさだめ、さだめは死」の”黒の”モッガディートから。名称だけではなく、第一話のストーリーのモチーフにもなっている。
モーレ＝アモーレ
自分と相手の身体を入れ替える「ボディチェンジ」能力を持つ裏界の魔王。爵位は大公。この能力を使うことで裏界でのし上がっていき、物語開始時点では緑色の甲冑姿の肉体を得ていた。
陳老師が自滅した後に残った「喰らい尽くすモノ」に対してボディチェンジを行い、侵冥魔王（ロード・オブ・エミュレイター）オメガ＝アモーレとなる。
物語途中でユリとボディチェンジを行うが、まがりなりにトオルを装おうとしていたモッガディートとは逆に彼が入り込んだユリはサイコホラーじみた異様な人物になってしまった（それでも本人はユリのつもりらしい）。
第一話冒頭でトオルと契約を交わして蘇らせた侵魔は彼である（本来は第二話のミドルフェイズで説明される予定だったが、GMがそれを忘れていたのでクライマックスフェイズで唐突に明かされた）。
最初はミジンコのような身体だったらしく、ゲシュペンストには「今でも心はミジンコのまま」と評されている。
名前の元ネタは、風雷神フール＝ムールと同じく、フルフルとムルムル。
リオン＝グンタ
あらゆる秘密を知る書物を持つ、"秘密侯爵"の二つ名を持つ魔王。今回は敵としてではなく、契約者たるゲシュペンストの召喚に応じ、助言者としてその姿をあらわす。無口という設定だが、今回はかなり多弁である。
魔王ということがバレると厄介、というゲシュペンストの懇願に対して名乗った偽名が「"秘密侯爵"」だったり、自身で「魔王」と口走ったり、去り際に「喋りすぎて疲れた」と発言するなど、今回はかなり御茶目な一面を見せた。

#### ウィザード
アポロン
ゲシュペンストの戦友にして、喰らい尽くすモノの封印のひとつ「火炎の杖」を体内に宿す存在。ゲシュペンストに協力してユリの身体を離れた「大地の護符」を探索するが、陳老師に敗れてしまい、トオル達とモーレ＝アモーレの戦闘からユリを守った事で力を使い果たして転生する事になった。
第二話開始時点ではどんな外見か決まっていなかったが、ゲシュペンストのプレイヤー・菊池たけしのアポロン（命名の由来はゲシュペンストの所持している武器「ヘルメスの杖」とのギリシャ神話つながりだが、これはアニメ「アリオン」の登場人物）への思い入れから、それと酷似した外見・性格と設定されることとなった。
また、イラスト担当のみかきみかこは、その外見は『セブン＝フォートレス』リプレイに登場したNPC、リ・ラスィ＝シェフィールドのオマージュであると自身のブログで語っている。
ビッグ・ザ・陳老師（ビッグ・ザ・ちんろうし）
麒麟の師匠。超適当かつインパクトのあるネーミング（命名は麒麟のプレイヤー・細野のその場での思いつき）だが、実はこの物語の黒幕である侵魔召喚師。冥魔を自らの体内に取り込んで「冥魔召喚師（ザ・グレーテストサモナー）」となることを目論み、モーレ＝アモーレと手を組んでいたが、土壇場でモーレ＝アモーレに裏切られ、自滅する。

#### 冥魔
喰らい尽くすモノ
全編通してのラスボスである、破壊を司る冥魔王。4つに分かたれて封印されている。己の魂すら喰ってしまったため、理性・知性は既に失われている。第二話においてモーレ＝アモーレの能力で彼の体となったが、最終的にはアモーレごと滅ぼされた。なおこの時の彼は、全クラスの特殊能力を使用できる代わりに、「虚無ゆえに己の能力値まで喰い尽くした」として全パラメータ値が「0」という異例の設定がなされていた。

### その他の登場人物・用語など
タロ
ユリの飼い犬で、めったなことでは他人になつかない（トオルにはなついている）。それゆえに、作中で肉体が入れ替わった人物の正体を見極める決め手となる。動物の勘なのか、葵（の中にいるゲシュペンスト）のような存在には特に激しく吠える。
赤羽神社
トオルとユリが幼い頃によく遊んだ思い出の場所。赤羽くれはや柊蓮司（両者ともリプレイ本編中は登場しない）とも良く遊んでいたらしい。トオルとユリの間では「あの場所」で通じるため、リプレイ本編の重要な鍵となった。
神田川攻防戦
マジカル・ウォーフェアで起こったエミュレイター掃討戦。落とし子になる前のトオルと麒麟が共に戦った。この戦いでトオルは麒麟に借りを作り（トオル→麒麟のコネクションは「借り」であるため）、麒麟はトオルに想いを寄せるようになった。この出来事を麒麟に話すことで、モッガディートの姿をしたトオルは麒麟に「夜見トオル」であることを信じてもらえた。
大地の護符・水の聖杯・疾風の剣・火炎の杖
喰らい尽くすモノに対する封印。それぞれ、朱野ユリ・子ノ日葵・鳳来寺麒麟・アポロンの体内に封じられている。
大地の護符の場合はその封印を宿すものの体内に桁外れの莫大なプラーナが内包されていたが、他の3つの封印については、特にそういった描写は見られない。なお、モチーフはトランプ。